# Schonen
Schonen (standardschwedisch und dänisch Skåneⓘ [ˈskoːne]; lateinisch Scania, nicht zu verwechseln mit Scandia, einer Bezeichnung für Skandinavien; deutsch früher gelegentlich Schonlandt) ist eine historische Provinz im Süden Schwedens. Schonen gehörte bis ins 17. Jahrhundert zu Dänemark. Es deckt sich nahezu mit der heutigen Provinz (län) Skåne län und dem Gebiet des zugehörigen Provinziallandtags, zu dem außerdem eine ehemals selbständige Gemeinde in der historischen Provinz Halland gehört. Die Landschaft grenzt im Norden an Halland und Småland, im Osten an Blekinge, weiter südlich im Osten und im Süden an die Ostsee und im Westen an den Öresund.
Wichtige Städte sind die Provinzhauptstadt Malmö, Helsingborg, Kristianstad, Landskrona, Lund, Trelleborg und Ystad. Schonen gehört zusammen mit den dänischen Inseln Seeland, Bornholm, Lolland, Falster und Møn zur transnationalen Öresundregion.

## Geografie und Geologie

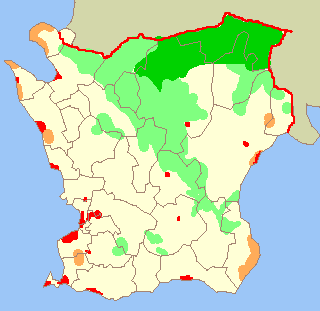
Landnutzung in Schonen
Ackerland
Laubwald
Nadelwald
Ortschaften
Obstbau, Garten

Die südlichste historische Provinz Schwedens ist eine überwiegend flachwellige Halbinsel, die schwere, nährstoffreiche Tonböden aufweist. Dies hat die Kulturlandschaft zu einem der ergiebigsten Agrargebiete Nordeuropas gemacht. Schonen war jahrhundertelang die Kornkammer Dänemarks und wird auch heute noch oft die Kornkammer Schwedens genannt. Selbst heute noch decken die Felder des vielfarbigen Flickenteppichs (Selma Lagerlöf) gut 30 Prozent des schwedischen Agrarbedarfs. Im nordöstlichen Teil der Region wird das Landschaftsbild hingegen schon von den sonst in Schweden typischen bewaldeten Anhöhen aus Gneis und Granit geformt. Mitten durch Schonen verläuft die so genannte Bruchzone, welche das geologische Ur-Europa des Nordens vom eigentlichen, jüngeren Mitteleuropa trennt. Die Hügel in Nord- und Mittelschonen sind durch diese geologische Bruchzone bedingt und trennen Schonen von den nördlicheren Landschaften. Der bekannteste dieser Hügel ist der Hallandsåsen.

## Geschichte

### Name
Der Name Skåne bzw. Schonen findet sich erstmals im Jahr 811 als de Sconaowe überliefert, später tritt der Name im Altnordischen als Skáney auf. In der Forschung wird vermutet, dass er sprachgeschichtlich mit Skandinavien identisch ist.
Als zugrunde liegende Namenform wird ein urgermanisches *Skaðin-awjō erschlossen. Nach Ansicht einiger Forscher kann die Bedeutung des Erstglieds mit der germanischen Wurzel *skaðan- („Gefahr“ oder „Schaden“) in Verbindung gebracht werden. Dieselbe Wurzel liegt wohl auch im Namen der Stadt Skanör in Schonen vor, zusammengesetzt mit dem Wort ör „Sandbank, Kiesbank“; Skanör würde damit „das Riff von Schonen“ bedeuten.
Æthelweard, ein angelsächsischer Historiker, berichtet von Scani, und im Beowulf-Epos werden die Namen Scedenige und Scedeland für das „dänische Land“ genannt.

### Frühzeit
Älteste Grab- und Wohnstättenfunde in der Nähe von Trelleborg wurden auf ca. 5000 v. Chr. datiert. Die zahlreichen jungsteinzeitlichen Hünengräber (Großsteingrab Havängsdösen, Megalithgräber von Hagestad) und die bronzezeitlichen Grabhügel lassen darauf schließen, dass Schonen schon früh eine hohe Bevölkerungsdichte aufwies. Die Steinbauten (z. B. die Megalithanlagen von Hagestad) stammen aus der Zeit zwischen 3500 und 2800 v. Chr., die Hügel stammen von 1800 bis 500 v. Chr. Das Gräberfeld von Vätteryd vertritt die nachfolgende Periode. Ein regionales Handelszentrum der Eisenzeit war z. B. Uppåkra, südlich von Lund. Dieser Platz, der mit gleichartigen Zentren wie Gudme auf Fünen zu synchronisieren ist, wurde 1990 entdeckt und ist seitdem Objekt intensiver archäologischer Ausgrabungen. Unter anderem fand man die Reste eines heidnischen Tempels.
Das erste schriftliche Dokument mit der Bezeichnung Schonen ist ein Friedensvertrag von 811, den Karl der Große mit den Dänen schloss. Im dänischen Gefolge war ein Osfrid von Schonen, der wahrscheinlich ein regionaler Herrscher war. Eine weitere Erwähnung erfolgte etwa 870, als der Händler Wulfstan eine Reise entlang der südschwedischen Ostseeküste unternahm. Inwieweit die Nennung schonischer Könige in nordischen Heldengedichten auf historischen Tatsachen beruht, konnte bislang nicht geklärt werden.

### Mittelalter

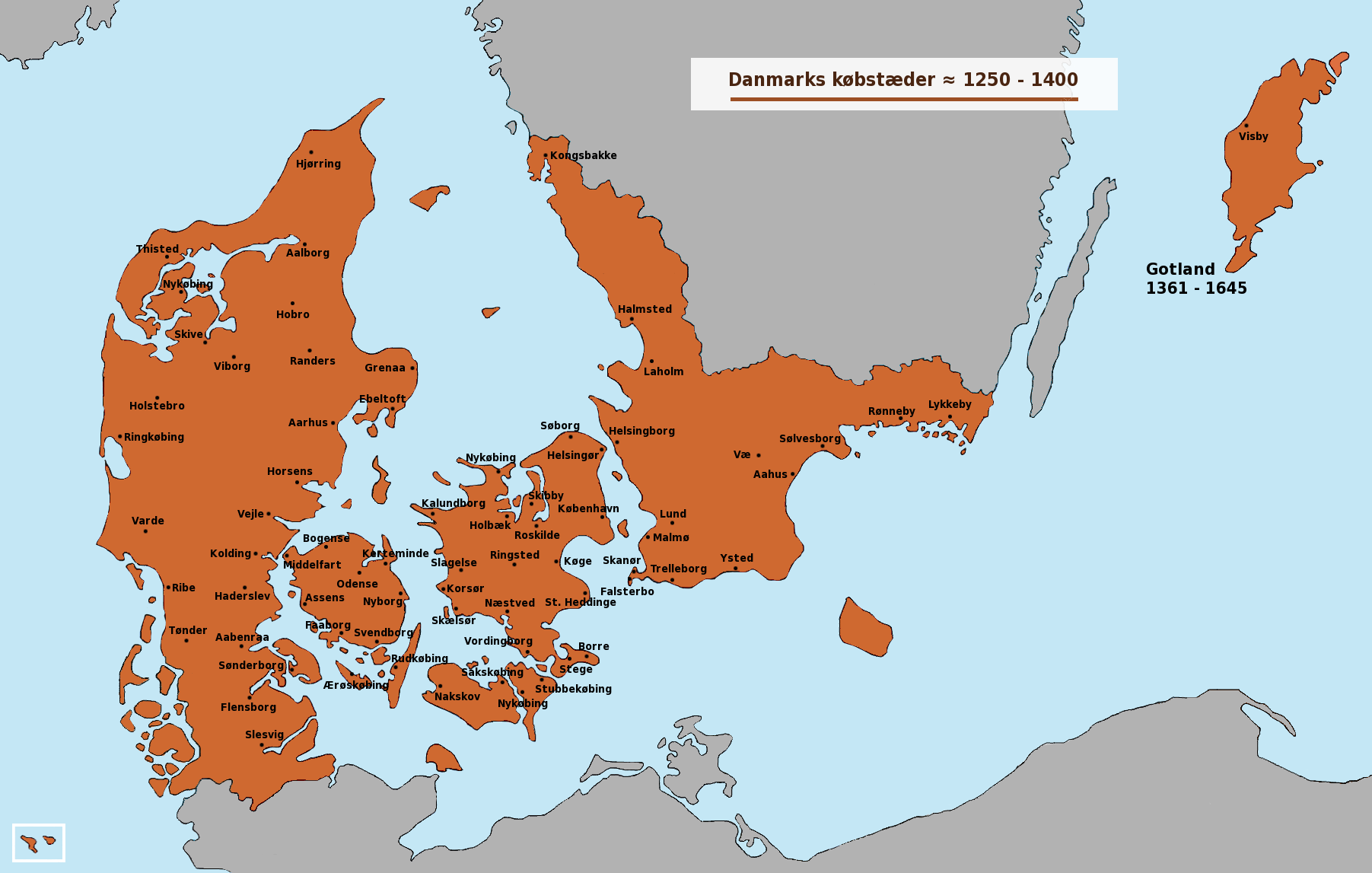
Schonen als Provinz Dänemarks

Das Verhältnis zwischen Schonen und Dänemark zum Beginn der Staatswerdung Dänemarks wird in der Wissenschaft kontrovers diskutiert. Die eine Auffassung meint, dass die ursprüngliche Zugehörigkeit Schonens, wie auch der jetzigen schwedischen Landschaften Blekinge und Halland, zu Dänemark auf eine Anlage zum Älteren Västgötalag zurückzuführen ist. Danach soll die Grenze zwischen Dänemark und Schweden 1050 festgestellt worden sein. Inzwischen ist nachgewiesen, dass diese Anlage aus wesentlich späterer Zeit stammt. Von einem dänischen Land oder dänischen Reich, das Schonen umfasst haben soll, kann nach dieser Auffassung daher nicht gesprochen werden.
Die andere Auffassung nimmt im Gegenteil an, dass das Kernland Dänemarks ursprünglich Schonen mit den ostdänischen Inseln war. Sie stützt sich dabei auf die Niederschrift Alfreds des Großen über die Fahrten Ottars und Wulfstans (das früheste Zeugnis dazu), in der als „Dänemark“ Südschweden einschließlich Schonen, Falster, Lolland, Langeland, wahrscheinlich auch Seeland und die übrigen ostdänischen Inseln bezeichnet worden seien. Erst der nordjütische Skivum-Stein aus der Zeit des Jelling-Steins habe auch Nordjütland zu Dänemark gerechnet, möglicherweise eine Folge der Einigung unter Harald Blauzahn. Unter diesem Gesichtspunkt würde auf dem Jellingstein berichtet, dass erst Harald das heutige Ostdänemark erobert habe.
Der Differenz dürfte insbesondere eine unterschiedliche Auffassung darüber zu Grunde liegen, was unter „Dänemark“ verstanden wird. Die erste Auffassung geht vom heutigen Begriff „Dänemark“ aus und fragt, ob Schonen zu diesem Herrschaftsgebiet, wie auch immer es damals geheißen haben mag, gehört hat. Die zweite fragt danach, was die Zeitgenossen Alfreds des Großen und Harald Blauzahns unter „Dänemark“ verstanden. Abgesehen davon wurde mit „Schonen“ ein Gebiet mit stark wechselnder Ausdehnung bezeichnet. Adam von Bremen schrieb im 11. Jahrhundert, dass Skåne an Västergötland grenze, was bedeuten würde, dass damals Halland zu Skåne gehörte. König Christian III. sprach von vaart land Skaane (unser Land Schonen), womit er Schonen, Halland und Blekinge meinte. Zusammen mit der Insel Bornholm ist für diese Gebiete bei Historikern manchmal der Begriff Skåneland gebräuchlich. Wenn auch Harald Blauzahn, der im 10. Jahrhundert das Christentum einführte und dadurch ein dauerhaftes gesamtdänisches Königreich schuf, in Schonen einen starken Einfluss hatte, so ist doch zweifelhaft, ob es bereits ein Teil seines Reiches war. Immerhin war der Öresund mit den damaligen Verkehrsmitteln deutlich leichter zu durchqueren als die dichten småländischen Wälder.
Man geht davon aus, dass es damals zwei verschiedene Landschaftstypen gab, was sich auch in einer unterschiedlichen Lebensweise der Bewohner bemerkbar machte: Das Flachland ohne Wald, wo Ackerbau betrieben wurde und dichte Siedlungen vorherrschten, und das Waldland, wo Viehzucht und Holzwirtschaft das Leben bestimmte. Dort herrschten einsame Einzelgehöfte vor. Es handelte sich um Laubwald; Fichten gab es damals dort nicht. Diese unterschiedlichen Bedingungen führten zu stark unterschiedlichen Lebensstilen, die noch heute archäologisch in unterschiedlichen Begräbnissitten fassbar sind. Die Ackerbaubevölkerung begrub ihre Toten in Särgen. Im waldreichen Osten herrschen Brandgräber vor.
Zu Zeiten Sven Gabelbarts und Knuts des Großen bestand die Handwerker- und Bildungselite in Schonen im Wesentlichen aus Engländern, die die anglo-skandinavischen Könige aus England mitgebracht hatten. So finden sich Kunstwerke in englisch-skandinavischem Mischstil und in ausgesprochenem Winchesterstil. Die königlichen Münzmeister kamen aus England nach Lund, wo die dänischen Münzen geprägt wurden. Man fand eine Schreibfederschatulle mit der Aufschrift „LEOWINE ME FECIT“ (Leowine stellte mich her). Der Name Leowine findet sich auch auf Münzen aus Lund. Er kam aus Lincoln in England, wo er für König Æthelred Münzen geschlagen hatte.
Als kulturelles Zentrum des dänischen Reiches beherbergte Schonen von 1060 bis 1066 zwei rivalisierende Bischöfe: Den Engländer Henrik in Lund und den Deutschen Egino in Dalby. Als Henrik starb und Dänemark gleichzeitig die Verbindung mit dem Danelag in England verlor, zog Egino nach Lund, um dort das Amt zu übernehmen, und so kam das Bistum Lund unter den Erzbischof von Hamburg-Bremen. Gleichwohl blieb Lund eine kleine christliche Insel in heidnischem Umland, wie die noch Jahrzehnte später angelegten Gräber belegen. 1103 wurde Lund zum Erzbischofssitz für ganz Skandinavien erhoben. Absalon von Lund, zuvor Bischof von Roskilde, war im letzten Viertel des 12. Jahrhunderts Erzbischof von Lund. Sein Drängen auf die Abführung des Zehnten und auf die strenge Durchführung des Priesterzölibats führte 1181 zum Bauern- und Priesteraufstand in Schonen und zur Schlacht an der Dösjöbro. Sein Nachfolger in Lund wurde Andreas Sunonis (dän. Suneson).
Der schwedische König (effektiv seit 1331) Magnus Eriksson (1316–1374) kaufte Schonen 1332 von einem holsteinischen Grafen, der es zum Pfand hatte, für 34.000 Mark Silber. Kurz darauf wurde er von den Einwohnern Schonens zum König ausgerufen. So wurde Schonen vorübergehend zu einem souveränen Königreich, unabhängig von Schweden und Dänemark. Allerdings wurde dieses Königtum vom Papst nicht anerkannt, und schon 1360/61 fiel Schonen an Dänemark zurück.
Wegen des Reichtums an Heringen vor seiner Küste war Schonen vom Mittelalter bis zur Neuzeit ein Zielgebiet hanseatischer Kaufleute (Schonenfahrer).

### Neuzeit

Schonische Flagge: Der rote Untergrund weist auf die alte Beziehung zu Dänemark hin, das gelbe Kreuz auf die Zugehörigkeit zu Schweden.

Die dänische Reformation fing in Malmö an. Hier wurde sowohl die erste lutherische Predigt gehalten als auch die erste dänische Bibel herausgegeben, was die Bildung einer dänischen Standardsprache vorantrieb.
Während des Dreißigjährigen Krieges marschierten 1643 in einem Überraschungsangriff und ohne Kriegserklärung schwedische Truppen in Jütland und in Schonen ein. Dieser Krieg wurde nach den beiden schwedischen Befehlshabern Torstensson (in Jütland) und Horn (in Schonen) benannt (siehe Torstenssonkrieg). In Schonen eroberten sie eine Reihe damals noch dänischer Städte wie Lund, Landskrona und Helsingborg, während sich die Festungen in Malmö und Kristianstad hielten. Im August 1643 wurden die Schweden wieder aus Schonen vertrieben. Im Frieden von Brömsebro musste Dänemark-Norwegen dennoch erste größere Gebietsverluste hinnehmen.
Während des Zweiten Nordischen Krieges erklärte Dänemark im Juni 1657 Schweden den Krieg. Diese Auseinandersetzung endete im Frieden von Roskilde von 1658 damit, dass Dänemark seinen Besitz in Skåneland (dem heutigen Südschweden) räumen musste. Schonen samt Bornholm, Blekinge und Halland wurden an Schweden abgetreten. Bornholm gelangte zwei Jahre später, im Frieden von Kopenhagen von 1660, an Dänemark zurück, aber die Insel Ven wurde nun schwedisch. Dabei wurden auch die noch heute geltenden Grenzen zwischen Dänemark, Norwegen und Schweden nach Jahrhunderten kriegerischer Auseinandersetzungen festgelegt.
Im Schonischen Krieg 1676–1679, einem Teilkrieg des Nordischen Krieges, versuchte Dänemark letztlich erfolglos, die verlorengegangenen Provinzen zurückzuerobern. Der Schonische Krieg endete 1679 mit dem Frieden von Lund.
In den Jahrzehnten nach dem Frieden von Roskilde 1658 entwickelte sich in Schonen, Halland und Blekinge ein Guerillakrieg gegen die neue schwedische Staatsmacht. Der Guerillakrieg gegen die Schweden war im Norden und Nordosten der Provinz bitter und blutig und hörte erst um 1715/20 allmählich auf. Die Freischützen wurden von den Schweden abwertend als „Snapphanar“ bezeichnet. Der letzte Freischütz, Nils Tuasen, wurde 1700 hingerichtet. Pläne, die angestammte schonische Bevölkerung ins Baltikum umzusiedeln, wurden nicht umgesetzt.
Nach dem Übergang zu Schweden wurde Schonen von einem Generalgouverneur verwaltet. Im Jahre 1683 wurde das aus dänischer Zeit stammende Schonische Recht durch das schwedische Recht abgelöst. Im Jahre 1719 wurde das Generalgouvernement aufgehoben und Schonen in die normale schwedische Verwaltungsordnung eingegliedert. Es wurden zwei Verwaltungsprovinzen, Malmöhus län und Kristianstads län, eingerichtet (die 1999 zum Skåne län zusammengelegt wurden).
Um Schonen enger mit dem schwedischen „Altreich“ zu verbinden, wurde schon 1666 in Lund die Regia Academia Carolina als fünfte Universität des damaligen schwedischen Reiches (nach Uppsala, Dorpat, Greifswald und Åbo) gegründet, so dass die Studenten nicht mehr nach Kopenhagen zu fahren brauchten. Die schwedische Rechtsordnung und die schwedische Kirchenordnung wurden 1683 eingeführt.
Der letzte dänische Versuch, die verlorene Provinz zurückzuerobern, scheiterte 1710 in der Schlacht bei Helsingborg. Dies war die letzte Schlacht in Schonen zwischen Dänemark und Schweden.
Im 19. Jahrhundert erlebte Schonen einen ökonomischen Aufschwung. Die Kontakte zu Dänemark verbesserten sich, da die letzten bestehenden Einschränkungen abgeschafft wurden. Die industrielle Revolution machte sich vor allem in Malmö bemerkbar. Insbesondere in den Orten, die einen Eisenbahnanschluss erhielten, stieg der Lebensstandard deutlich.
2016 erhielt Prinz Oscar von Schweden, der Sohn von Kronprinzessin Victoria und Prinz Daniel, den Titel eines Herzogs von Schonen (Skåne).

## Verkehr

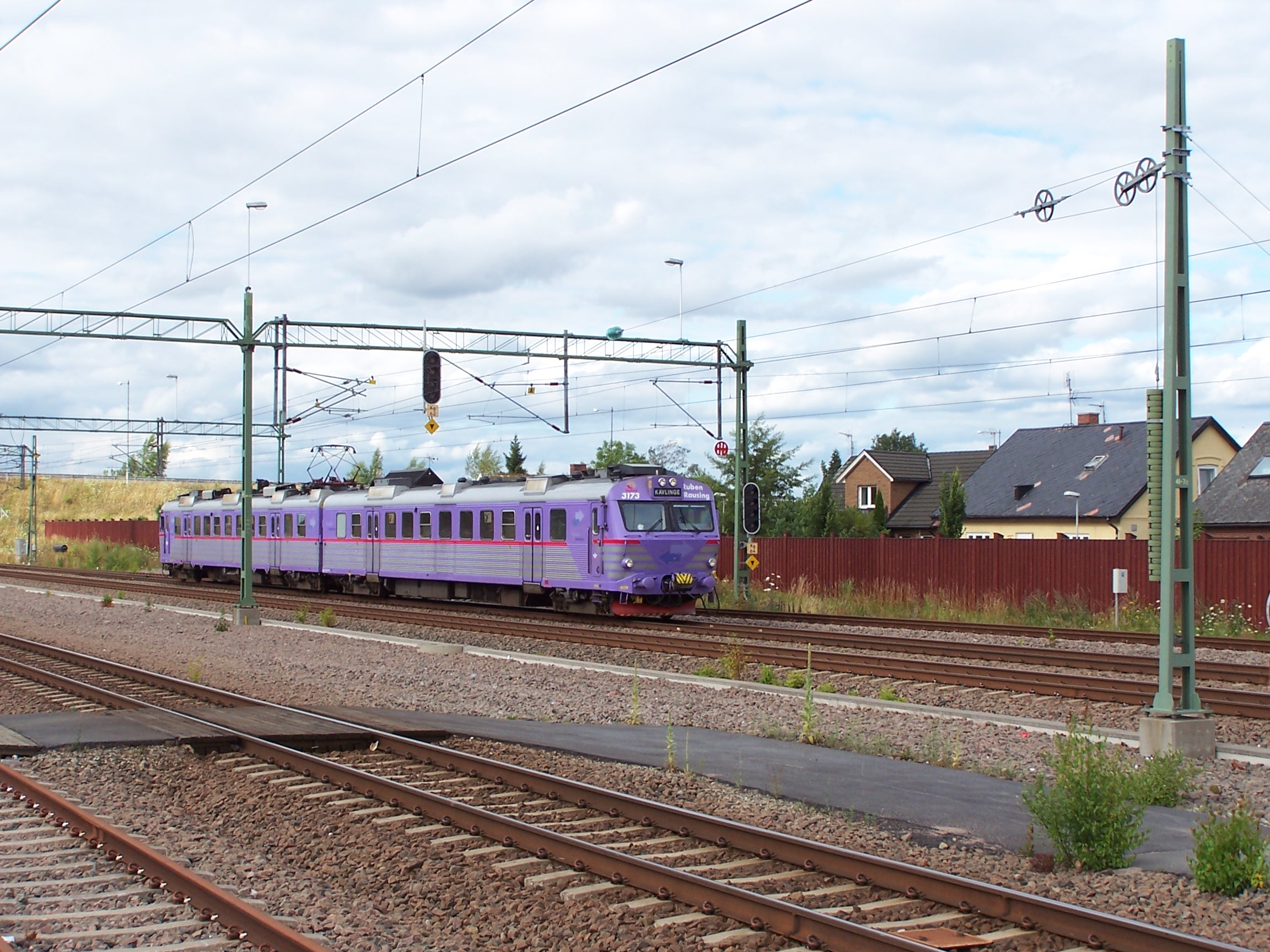
Regionalbahn Pågatåg

In Schonen begann in den 1950er Jahren der Bau von Autobahnen. Der Abschnitt zwischen Malmö und Lund war sogar die erste Autobahn Schwedens, der Anfang der heutigen E 22. Kurz darauf entstanden weitere Strecken, die nach deutschem Vorbild vernetzt wurden. Damit unterschied sich Schonen anfänglich von anderen schwedischen Regionen, wo in den 1960er Jahren nur kurze Autobahnteilstücke entstanden. Das schonische Autobahnnetz begann meist an den internationalen Fährhäfen und auch die Öresundbrücke wurde eingebunden.
Auch das Eisenbahnnetz Schonens ist gut ausgebaut. So beginnt in Malmö eine Linie des Hochgeschwindigkeitszuges X2000 nach Stockholm. Für den regionalen Bahnverkehr haben Pågatåg und Öresundståg die wichtigste Bedeutung. Mit Einrichtung der Öresundverbindung änderte sich der Takt der schonischen Eisenbahnen, so dass sie mit den Zügen Seelands in Dänemark harmonisieren.

## Sprache
Siehe auch: Schonische Sprache
Amtssprache und Umgangssprache in Schonen ist Schwedisch. Die meisten Schonen sprechen jedoch mehr oder weniger stark Dialekt. Das in Schonen gesprochene Schwedisch weist noch immer einige Merkmale des Dänischen auf. Es gibt noch eine große Anzahl dänischer Wörter; jedoch hat sich die Schreibweise meist geändert.
Einige Beispiele sind: spann (dänisch: ‚spand‘, schwedisch: ‚hink‘, deutsch: ‚Eimer‘), mölla (dänisch: ‚mølle‘, schwedisch: ‚kvarn‘, deutsch: ‚Mühle‘), sviskon (dänisch: ‚svisker‘, schwedisch: ‚katrinplommon‘, deutsch: ‚Backpflaumen‘), alika (dänisch: ‚allike‘, schwedisch: ‚kaja‘, deutsch: ‚Dohle‘) und visping (dänisch: ‚hvepse‘, schwedisch: ‚geting‘, deutsch: ‚Wespe‘).

## Kultur

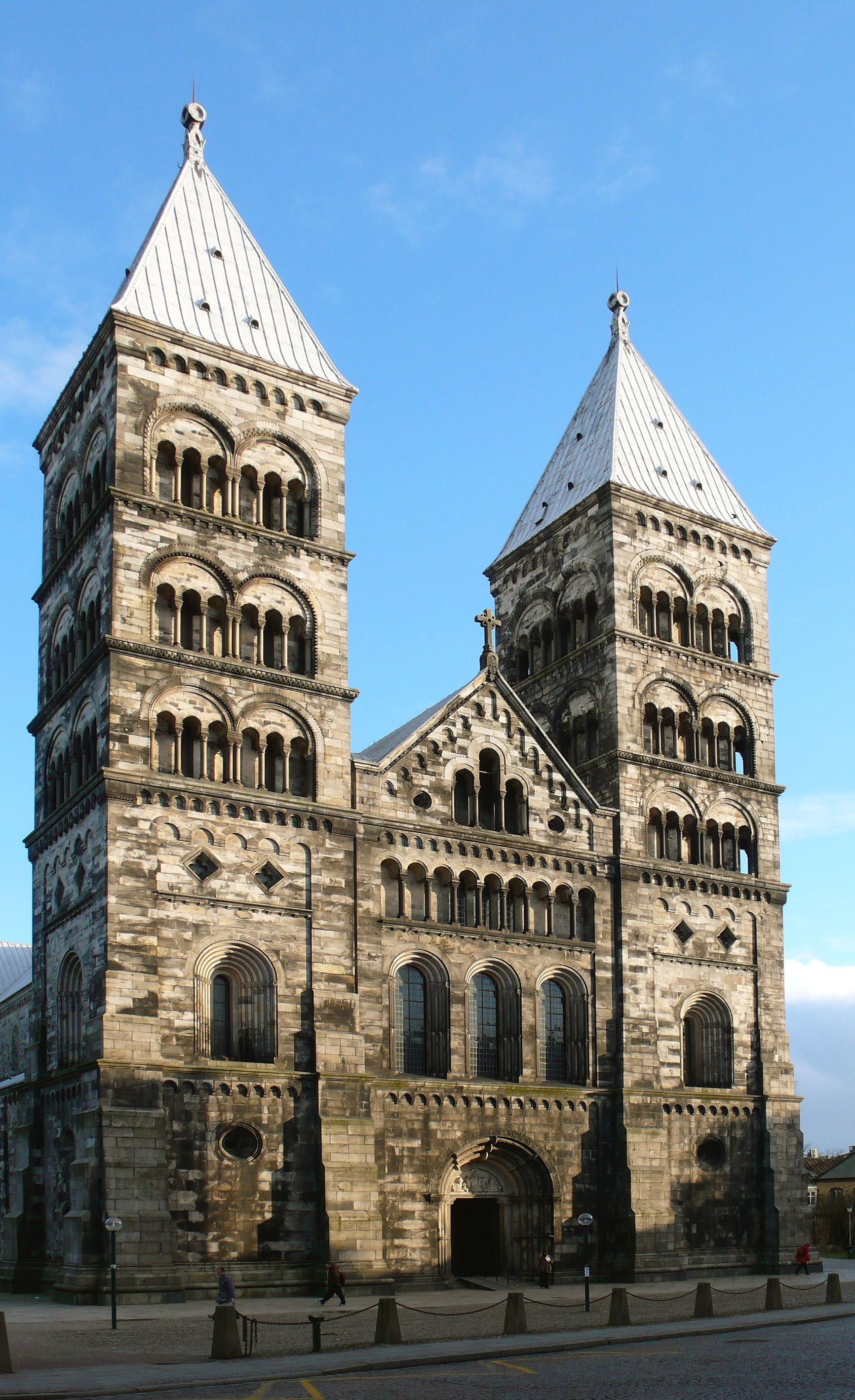
Dom zu Lund

- In Lund, dem ursprünglichen kulturellen Zentrum Schonens, bis ca. 1400 auch Dänemarks, und der im Mittelalter führenden Stadt Skandinaviens, befindet sich mit dem Dom zu Lund (1085–1145) das einzige reine romanische Sakralbauwerk Skandinaviens.
- Im Jahr 1666 wurde die Universität Lund gegründet.
- Selma Lagerlöf lässt die Reise Nils Holgerssons auf dem Rücken des Gänserichs über „dem großen gewürfelten Tuch“ von Schonen beginnen und enden.
- Durch die Kriminalromane des aus Härjedalen stammenden Autors Henning Mankell, die meist im Umfeld von Ystad spielen, und deren Verfilmungen wurde Schonen bekannter, obwohl Mankell insbesondere die Winter meist als grau, nass und deprimierend beschrieb. Auch andere, teilweise ebenfalls ins Deutsche übersetzte Schwedenkrimis spielen in Schonen, etwa die über 20 Bände umfassende Sten-Wall-Reihe von Björn Hellberg.
- An der Küste bei Kåseberga östlich von Ystad, liegen die Ales Stenar, die größte Steinsetzung Skandinaviens.
- Bei Simrishamn liegt die mittelalterliche Burg Glimmingehus.

## Berühmte Schonen
- Tycho Brahe (1546–1601), kaiserlicher Hofastronom
- Sophie Brahe (1559–1643), dänische Astronomin, Schwester von Tycho Brahe
- Mikkel Escholt (≈1600–1669), norwegischer Priester und Wissenschaftler
- Dieterich Buxtehude (≈1637–1707), dänisch-deutscher Organist und Komponist des Barock
- Levin Möller (1709–1768), Theologe und Mathematiker, Dompropst von Linköping
- Alexander Roslin (1718–1793), Maler
- Johan Christopher Toll (1743–1817), Graf, Ritter, Feldmarschall und Politiker
- Gustaf Wilhelm Palm (1810–1890), Maler
- Amélie von Schwerin (1819–1897), Landschaftsmalerin und Tiermalerin
- August Palm (1849–1922), sozialdemokratischer Pionier und Agitator
- Vilhelm Ekelund (1880–1949), Dichter
- Per Albin Hansson (1885–1946), Ministerpräsident von Schweden
- Ruben Rausing (1895–1983), Erfinder des Tetra-Paks
- Hjalmar Gullberg (1898–1961), Dichter
- Gunhild Sehlin (1911–1996), Kinderbuchautorin
- Birgit Nilsson (1918–2005), Opernsängerin
- Viking Palm (1923–2009), Ringer, Olympiasieger
- Jarl Kulle (1927–1997), Schauspieler
- Ernst-Hugo Järegård (1928–1998), Schauspieler
- Max von Sydow (1929–2020), Schauspieler
- Bo Widerberg (1930–1997), Filmregisseur, Drehbuchautor und Filmeditor
- Jan Troell (* 1931), Filmregisseur, Kameramann, Drehbuchautor und Filmeditor
- Anita Ekberg (1931–2015), Model und Schauspielerin
- Siw Malmkvist (* 1936), Schlagersängerin
- Ola Billgren (1940–2001), Künstler
- Bo Larsson (1944–2023), Fußballspieler
- Mikael Wiehe (* 1946), Musiker
- Marie Fredriksson (1958–2019), Sängerin
- Lukas Moodysson (* 1969), Schriftsteller und Regisseur
- Henrik Larsson (* 1971), Fußballspieler
- Timbuktu (* 1975), Musiker
- Zlatan Ibrahimović (* 1981), Fußballspieler
- Lykke Li (* 1986), Sängerin
- Kim Wall (1987–2017), Journalistin
- Eric Saade (* 1990), Pop-Sänger
- Hugo Larsson (* 2004), Fußballspieler

## Landschaftssymbole
- Blume: Magerwiesen-Margerite (lat. Leucanthemum vulgare)
- Tier: Rothirsch (Cervus elaphus)
- Vogel: Rotmilan (Milvus milvus)
- Fisch: Aal (Anguilla anguilla)

## Statistik
- Bevölkerung: 1.184.500 (31. Dezember 2006) = 13 % der Bevölkerung Schwedens[17]
  - davon Ausländer: 64.437
- Fläche: 11.368 km²
  - Landwirtschaftlich genutzt: 5.607 km² (49,4 %)
  - Bewaldet: 3.825 km² (33,7 %)
- Bevölkerungsdichte: 104 Bewohner/km²
- Arbeitslosenquote: 2,3 % (Juli 2008)[18]
- Mittlere Temperatur
  - Januar: 0 bis −2 °C
  - Juli: 17 °C
- Jährliche Niederschläge: 500–800 mm
- Höchste Erhebung: Söderåsen 211 m ü. d. M.
- Größter See: Ivösjön

## Film
- Bilderbuch: Südschweden – Halbinsel Schonen. Dokumentation, Deutschland, 45 Min., Produktion: NDR, Buch und Regie: Cornelius Kob, Erstausstrahlung: 16. November 2008, Inhaltsangabe der ARD